# 小山唯史
小山 唯史（こやま ただし、1948年1月5日 - ）は、日本のジャーナリスト。
総合月刊誌、週刊誌等を中心に政治、企業から各種社会問題、スポーツ、医療、人物論、インタビュー等で署名記事を発表している。

## 経歴・人物
千葉県出身。
父親はNHK東京放送劇団の声優・俳優の小山源喜。遠戚に作家の小山清、書道家の小山やす子。高祖父に東京向島料亭八百松の主人小山松五郎がいる。
東京都立墨田川高等学校・早稲田大学政経学部卒業。

## 著書（共著）
- 『名勝負伝説　日本中が感動した日』（光文社文庫 1993年）
- 『こんな日本をひとヒネリ　世相笑論』（東京図書出版会 2007年）
- 『「疑惑」の相続人田中真紀子　新金脈の研究』（光文社 1995年）共著
- 『新版「疑惑」の相続人田中真紀子』（第三書館 2001年）共著
- 『家族』北朝鮮による拉致被害者家族連絡会著（光文社 2003年）取材・構成担当
- 『家族 ’08』北朝鮮による拉致被害者家族連絡会著（光文社文庫 2008年）取材・構成担当
- 『めぐみ 前篇』横田滋・早紀江 原作監修（双葉社 2005年）「めぐみ13年間のアルバム」のち双葉文庫
- 『めぐみ 後編』横田滋・早紀江 原作監修（双葉社 2005年）「めぐみ13年間のアルバム」のち双葉文庫
- 『小惠』横田滋・早紀江 原作監修（日本国政府 拉致問題対策本部 2008年）上記『めぐみ』翻訳版
- 『Megumi』横田滋・早紀江 原作監修（日本国政府 拉致問題対策本部 2008年）上記『めぐみ』翻訳版
- 『めぐみ手帳』横田滋・早紀江 著（光文社 2008年）取材・構成担当
- 『母が拉致された時 僕はまだ1歳だった』飯塚耕一郎 原作監修(双葉社 2008年)「八重子と耕一郎２つのアルバム」のち双葉文庫
- 『巨人軍タブー事件史』別冊宝島編集部 編（宝島文庫 2005年）共著

## 主な雑誌記事
■『東京人』（都市出版）
- 「23区風景図鑑(8)墨田区　風雅の地、向島の面影」1995年11月号

■『プレジデント』（プレジデント社）
- 「わが不遇時代の財産　SBIHD・北尾吉孝、セイコーエプソン・草間三郎、昭和電工・高橋恭平」2005年8月15日号
- 「仕事師に学ぶ『地道に大成する』人生学  対談 稲盛和夫VS北尾吉孝」2006年1月30日号
- 「志村けん『一生喜劇人』初座長に挑む」2006年4月17日号
- 「吉本隆明、田中里沙らが実践する所望の一冊の検索法 最速本探し』」2006年8月14日号
- 「初公開『日常文書のコツ』　みずほ前田晃伸・JFE數土文夫・ニチレイ浦野光人」2007年6月4日号
- 「著者インタビュー（本の時間）江坂彰『超二流』」2007年10月10日号
- 「トップの証言：伊藤忠商事 小林栄三社長 目をそらさない覚悟」2008年8月18日
- 「トップの証言：東京日産自動車販売 林文子社長 売れる人は『ハッピー察知力』が違う」2008年11月6日号
- 「綾瀬はるか　大河ドラマ『八重の桜』への熱演宣言」2013年1月14日号
- 「救急病棟を100倍上手に利用する法」2014年12月29日号

■『DIAS』（光文社）
- 「30代の軌跡　川淵三郎　Ｊリーグ チェアマン」2001年7月16日号
- 「30代の軌跡　大橋巨泉　タレント」2001年7月16日号
- 「30代の軌跡　石井幹子　照明デザイナー」2001年9月3日号
- 「30代の軌跡　宮内義彦　オリックス会長」2001年9月17日号
- 「30代の軌跡　関根潤三　野球評論家」2001年12月10日号
- 「30代の軌跡　井村雅代　井村シンクロクラブ代表」2001年12月20・27日号
- 「30代の軌跡　三宅久之　政治評論家」2002年2月7日号
- 「敗れざる者たちよ　ラスト一球。今中慎二」2002年3月14日号
- 「工藤公康　40歳150キロへの再建計画」2002年2月7日号
- 「小宮山悟　メジャー挑戦を支える50冊の肉体ノート」2002年2月7日号

■『宝島（宝島社）
- 「インタビュー 西村賢太 『芥川賞』は僕の人生をこう変えた」2015年10月号

■『調査情報』（TBSメディア総合研究所）
- 「サーカス断章」1981年1月号
- 「西川産業 ―スポンサーにおける広告社会学」1980年5月号
- 「カネボウ化粧品 ―スポンサーにおける広告社会学」1980年9月号
- 「宇津救命丸 ―スポンサーにおける広告社会学」1986年9月号
- 「山本海苔店 ―スポンサーにおける広告社会学」1986年12月号
- 「第一生命 ―スポンサーにおける広告社会学」1987年2月号
- 「ハナマルキ ―スポンサーにおける広告社会学」1987年4月号
- 「大塚製薬 ―スポンサーにおける広告社会学」1987年6月号
- 「郵政省郵務局 ―スポンサーにおける広告社会学」1987年9月号
- 「アデランス ―スポンサーにおける広告社会学」1987年11月号
- 「JCB ―スポンサーにおける広告社会学」1988年1月号
- 「AGF ―スポンサーにおける広告社会学」1988年3月号
- 「孔官堂 ―スポンサーにおける広告社会学」1988年5月号
- 「東京海上火災保険 ―スポンサーにおける広告社会学」1988年7月号
- 「山一證券 ―スポンサーにおける広告社会学」1988年9月号
- 「エバラ食品 ―スポンサーにおける広告社会学」1988年11月号
- 「宇部興産 ―スポンサーにおける広告社会学」1989年1月号
- 「協和発酵 ―スポンサーにおける広告社会学」1989年3月号
- 「三共 ―スポンサーにおける広告社会学」1989年5月号
- 「ダイハツ工業 ―スポンサーにおける広告社会学」1989年7月号
- 「三井不動産販売 ―スポンサーにおける広告社会学」1989年9月号
- 「川崎製鉄 ―スポンサーにおける広告社会学」1989年11月号
- 「熊平製作所 ―スポンサーにおける広告社会学」1990年1月号
- 「佐藤製薬 ―スポンサーにおける広告社会学」1990年3月号
- 「学生援護会 ―スポンサーにおける広告社会学」1990年5月号
- 「日本生命 ―スポンサーにおける広告社会学」1990年7月号
- 「JR東海 ―スポンサーにおける広告社会学」1990年11月号
- 「サントリー ―スポンサーにおける広告社会学」1991年1月号
- 「シャルレ ―スポンサーにおける広告社会学」1991年3月号
- 「第一興商 ―スポンサーにおける広告社会学」1991年5月号
- 「日本たばこ産業 ―スポンサーにおける広告社会学」1991年7月号
- 「キリンビール ―スポンサーにおける広告社会学」1991年9月号
- 「セコム ―スポンサーにおける広告社会学」1992年1月号
- 「ロート製薬 ―スポンサーにおける広告社会学」1992年3月号
- 「ハウス食品 ―スポンサーにおける広告社会学」1992年6月号
- 「ライオン ―スポンサーにおける広告社会学」1992年8月号
- 「KDD ―スポンサーにおける広告社会学」1992年10月号
- 「富士フイルム ―スポンサーにおける広告社会学」1992年12月号
- 「味の素 ―スポンサーにおける広告社会学」1993年2月号
- 「日清食品 ―スポンサーにおける広告社会学」1993年4月号

■月刊誌『宝石』（光文社）
- 「嗚呼〝墓地探し〟狂騒曲」1976年12月号
- 「プロパンはなぜ爆発するのか」1977年3月号
- 「10年後、東京は焦熱地獄になる!?」1977年8月号
- 「トレーニングウエアはなぜ売れる」1978年1月号
- 「宝石レポート 主婦の〝アル中〟が激増中!」1978年3月号
- 「昭和怪女伝 銀座を生きた『女給』の五十年」1978年11月号
- 「情報帝国『読売』VS『西武』コンツェルン＜怨念の野球編＞ジャイアンツVSライオンズ―日本シリーズを百倍面白く観るために」1983年11月号
- 「セコム――ガードマンからハイテクへの〝出会い〟と〝決断〟」1985年3月号
- 「三年目の決算報告書 東京ディズニーランド」1985年10月号
- 「ビジネスマン必読レポート 会社と『人材企業』がグルになって中高年を追い出し始めた!」1985年11月号
- 「ソウルの空に日の丸を!日本のお家芸をダメにしたアマスポーツ総本山『体協』の無責任体質」1986年6月号
- 「テレビ不況脱出の特効薬!?過熱『スポーツ番組』戦争の内幕」1986年11月号
- 「〈補助薬として来春認可？〉いまなお『丸山ワクチン』を阻む 医学界､厚生省のこれだけの事情」1986年12月号
- 「世界救世教の『一千日戦争』･百万人信者を救う道をどうみつけるか!?」1987年9月号
- 「星野､鹿取『｢逆境に強い男｣を生む 明治･島岡監督式『人材育成法』｣1987年10月号
- 「〈｢新世代の人物｣レポート〉10年後の財界指導者たち――ただいま修業中､御曹子たちの実力と帝王学」1987年12月号
- 「〈焦点の企業血戦･研究〉苛烈!〝ドライ〟戦争の内幕 逃げ切るか『自信のアサヒ』､追い込むか『王者キリン』｣1988年5月号
- 「〈お金持ちを見れば〝時代〟が見える!〉石炭→糸ヘン→オーナー社長→土地成金 ニッポン『長者番付』の40年」1988年7月号
- 「リクルート疑惑 もう一つの視点 借金１兆７千億円！ 江副浩正を見捨てた『人脈』、支える『金脈』」1989年1月号
- 「〈緊急インサイド･レポート〉『情報帝国･江副リクルート』挫圻への全軌跡」1988年9月号
- 「〈リクルート疑惑･もう一つの視点〉松原弘 リクルートコスモス前取締役社長室長の『奉公』人生」1988年11月号
- 「〈激変!ビジネス社会/新サラリーマンライフ研究〉『転職･出向』今や三人に一人は転職者 40才からの脱出組の成功例」1989年3月号
- 「〈新サラリーマンライフ研究〉再就職――〝求人1に求職8〟の最難関突破へ40代からの挑戦に成功した実例集」1989年7月号
- 「エリートの栄光､今いずこ 日銀マン6300人大蔵省への歯ぎしり」1990年6月号
- 「テレビに映らない珍談･珍プレー集〈相撲がもっと好きになる〉」1992年8月号
- 「会社も見習え プロ輩出!日大相撲部・ゴルフ部の秘密 人材の鍛え方教えます」1993年8月号
- 「“デパート戦争”が街を変える―『高級化』『多店舗化』『複合機能』がキーワード 新宿・横浜・神戸・広島」1990年9月号
- 「＜日本のサンクチュアリ＞堤義明・帝王の経営術――無敵･西武ライオンズはなぜ躓いたのか」1995年2月号
- 「沢口靖子　シンデレラから大女優へ」1997年1月号
- 「候補地は横浜・本牧沖､九十九里沖 成田・羽田はあと十年でパンク 首都圏『第三空港建設計画』が動き始めた」1997年9月号
- 「現地ルポ・日本の農業に一筋の光 入植者を受け入れる豊松村〝トマト団地〟からのレポート『過疎』を生き抜く人々の熱い実験」1998年1月号
- 「踊らされているのは誰だ バイアグラ狂騒の考現学」1998年9月号
- 「球界レポート ダークホースチームを引っ張るリーダーを徹底比較 上田『監督』と権藤『さん』」1998年10月号
- 「華麗なる花田家のスキャンダラスな系譜 泥沼｢若・貴騒動｣の正しい見方」1999年3月号
- 「スポーツ放映権争奪戦のカネ、カネ、カネ―五輪、W杯、西武・松坂、セリエA・中田で過熱!」 1999年8月号

■『週刊宝石』（光文社）
- 「ザ・家族　今親と子を問い直す(4)量刑&対象年齢を国際比較 日本の『少年法』は甘すぎる!」2000年10月5日号
- 連載コラム「スポーツデータ・ブック」1990.8～1997.1

## 文献
- 『現代日本執筆者大事典』（紀田順一郎　他編）日外アソシエーツ
- 『朝日年鑑』別巻「キーパーソン　日本人名録」朝日新聞社
- 『朝日現代用語　知恵蔵』別冊「キーパーソン　現代日本人名録」朝日新聞社
- 『読売年鑑』別冊「読売人名録」読売新聞社
- 『現代日本人名録』日外アソシエーツ
- 『日本著者名・人名典拠録』日外アソシエーツ
- 『大宅壮一文庫　雑誌記事索引総目録』紀伊國屋書店
- 『マスコミ電話帳』宣伝会議